# Kaštel Gomilica
Kaštel Gomilica és un poble al municipi de Kaštela, al (comtat de Split-Dalmàcia, Croàcia). Es va usar com a localització a la sèrie Game of Thrones com a la ciutat lliure de Braavos.